# Хасіґуті Ґойо
Хасіґуті Ґойо (*橋口 五葉, 21 грудня 1880  —24 лютого 1921) — японський художник доби Мейдзі, представник мистецької течії Син-Ханга.

## Життєпис
Походив з самурайського роду Хасіґуті. Син Хасіґуті Канемідзу, художника-аматора в стилі сідзьо. Народився у 1880 році в Кагосімі, отримавши ім'я Кійосі. З дитинства батько заохочуючи художні здібності сина, 1889 року він найняв вчителя в стилі школи Кано — Хасімото Ґахьо.
Під час навчання в Токійській школі мистецтв, яку закінчив в 1905 році, отримав ім'я Гойо («п'ять соснових голок»), яке було вибрано через його любові до сосен, що росли в саду батька. Він став кращим у своєму класі. Крім традиційного японського живопису цікавився західними художніми стилями, навчаючись їх володіння у Курода Сейкі.
У 1907 році завоював визнання на першій виставці Бунтен, де було представлено олійний живопис укійо-е (отримав перший приз), але наступні покази його робіт не отримали суспільного визнання, принісши певне розчарування. У 1911 році до художника знову повертається інтерес після того, як він спроєктував постер в стилі укійо-е для універмагу Міцукосі. Потім Гойо взявся вивчати класичне укійо-е по книгах, оригіналам і репродукціях, написавши декілька статей про Кітаґава Утамаро, Утаґава Хірошіґе і Судзукі Харунобу. З 1914 року мав авітаміноз.
У 1915 році, за наполяганням Ватанабе Сьодзабуро, він зайнявся створенням гравюри, за участю професійних різьбярів і друкарів. Результатом стала гравюра «Купання» («Жінка у ванній»), що була дійсним шедевром. Ватанабе пропонував художнику продовжити співпрацю, але у Гойо відмовився.
У 1916—1917 роках він взяв на себе контроль за репродукціями для 12 томів під назвою «Японські кольорові гравюри» (Ямато нісікі-е), і в процесі праці добре ознайомився з майстерністю різьбярів і друкарів. Водночас він малює з живих моделей. З 1918 року до своєї смерті він особисто керував різьбленням, печаткою і публікацією своїх робіт, створивши за цей час ще 13 гравюр — 4 пейзажи, 1 картину із зображенням качок і 8 малюнків жінок.
Наприкінці 1920 року проблеми зі здоров'ям переросли у менінгіт. Останньою роботою, створеною під його керівництвом стала «Готель Гарячого Джерела», яку він вже не зміг вершити особисто. У лютому 1921 помер від хвороби.

## Творчість
Загальний доробок становить 14 гравюр, але жодна з них не збереглася на сьогодні. Вони загинули під час великого землетрусу Канто 1923 року. Але ще до того було зроблено численні їх копії.
Його першою значною роботою було створення ілюстрацій для роману Нацуме Сосекі «Я — кішка» в 1905 році. Після цього він брав участь також в оформленні книг інших японських авторів: Футабатея Семея, Утіда Роана, Моріта Сохей, Дзюн'їтіро Танідзакі, Нагаї Кафу і Кьокі Ідзумі.
Спочатку не займався укійо-е, а був успішним живописцем, який працював в західному стилі, але залишив живопис олією для відродження вмираючої традиції японської ксилографії. В жанр зображення красунь (біндзінга) він привніс чуттєвість, притаманну Дега і Ренуара, при цьому, не дивлячись на загальний імпресіоністський характер своїх робіт, опрацьовував їх з усією ретельністю.
Гравюри відрізняються високою якістю. При першій публікації вони вийшли тиражем менше ніж 80 примірників і були виставлені за дуже високими цінами, проте, добре продавалися.